# ویلیام گوت
ویلیام گوت (انگلیسی: William Gott; ۱۳ اوت ۱۸۹۷ – ۷ اوت ۱۹۴۲) فرد نظامی اهل بریتانیا بود. وی همچنین برندهٔ جوایزی همچون صلیب نظامی شده‌است.